# Ludmila da Silva
Ludmila da Silva, principalmente nota come Ludmila (1º dicembre 1994), è una calciatrice brasiliana, attaccante del Chicago Stars e della nazionale brasiliana.

## Carriera

### Club

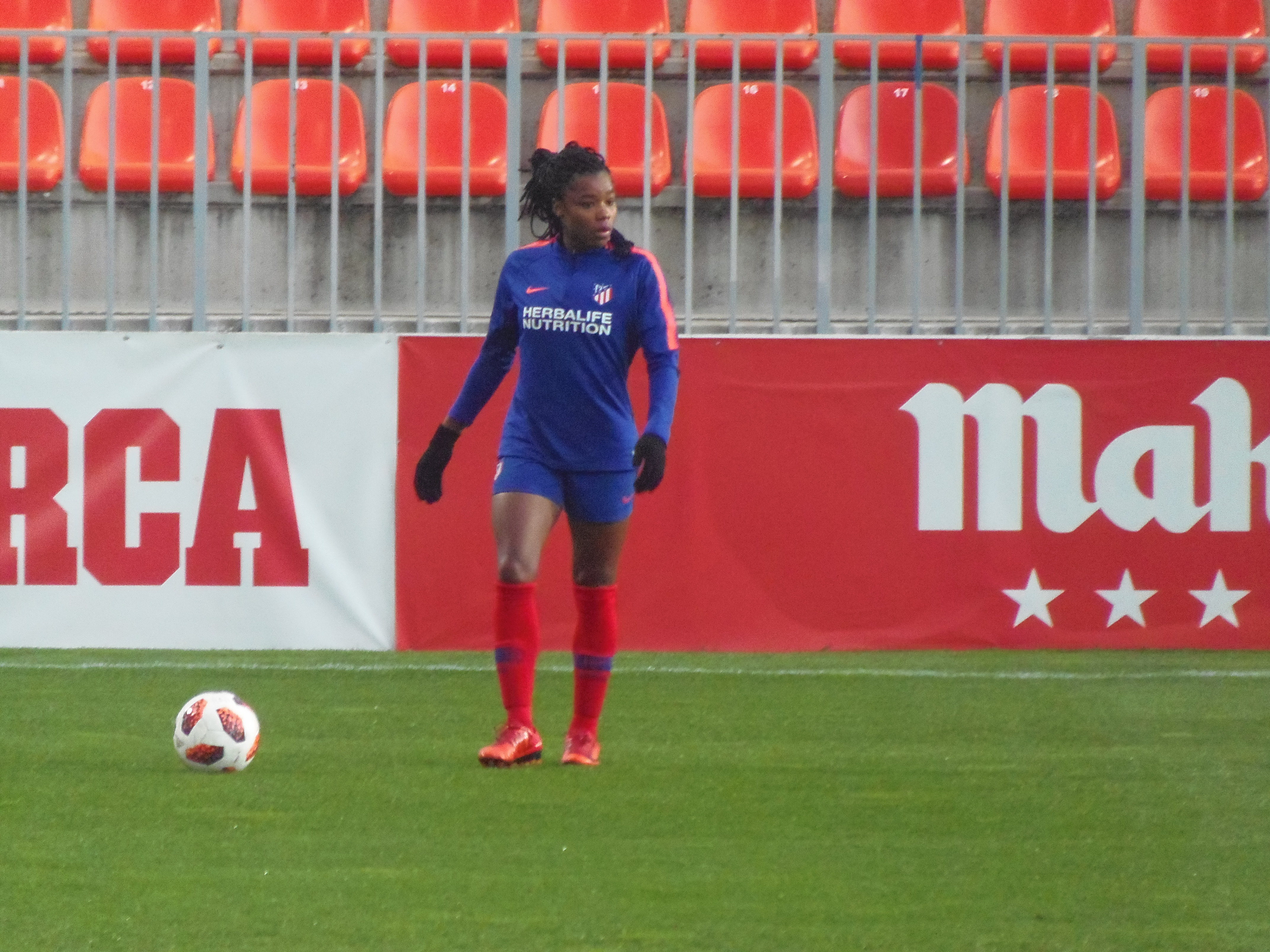
Ludmila con la tenuta da allenamento dell'.

Dopo aver giocato in Brasile per la prima parte della carriera, Ludmila decide di approfondire la propria esperienza calcistica all'estero, sottoscrivendo un accordo con l'Atlético Madrid per giocare in Primera División, livello di vertice del campionato spagnolo, dalla stagione 2017-2018. Con la società madrilena conquista due titoli di Campione di Spagna, al termine dei campionati 2017-2018 e 2018-2019, e disputando le finali della Coppa della Regina 2018 e 2018-2019, perse entrambe rispettivamente con il Barcellona e Real Sociedad, ma dove in quest'ultima, siglando 6 reti nel torneo, vince la classifica delle marcatrici.
Nel 2017 fa anche il suo esordio in UEFA Women's Champions League, siglando una rete al Wolfsburg in occasione del ritorno dei sedicesimi di finale dell'edizione 2017-2018 vinta dalle tedesche 12-2, andando a segno anche in quella successiva, fissando sul 2-0 il risultato nel ritorno dei sedicesimi di finale con le inglesi del Manchester City, dove la sua squadra raggiunge gli ottavi di finale ma viene nuovamente eliminata dal Wolfsburg.
Dopo aver giocato per sette anni consecutivi all'Atlético Madrid, il 29 luglio 2024 si è trasferita al Chicago Stars, partecipante alla NWSL, la principale lega professionistica statunitense.

### Nazionale
Ludmila viene convocata dalla federazione calcistica del Brasile (CBF) nel 2017, chiamata dal Commissario tecnico Emily Lima in occasione dell'edizione 2017 del Tournament of Nations, torneo a invito organizzato dalla federazione calcistica degli Stati Uniti d'America (USSF), e dove scende in campo in tutti i tre incontri giocati dalla sua nazionale. Durante la gestione Lima sigla anche la sua prima rete in nazionale, il 4 luglio 2017, quella che al 49' riporta sulla parità l'amichevole con la Germania, incontro poi terminato con la vittoria delle tedesche per 3-1.
Con il ritorno di Vadão alla guida della nazionale, Camila continua ad essere convocata sia in occasione di numerose amichevoli che per l'edizione 2019 della SheBelieves Cup, giocando due delle tre partite in programma.
Di seguito Vadão la inserisce nella lista delle 23 calciatrici convocate al Mondiale di Francia 2019, scendendo in campo in tutti i quattro incontri del Brasile che, dopo aver superato la fase a gironi, viene eliminato agli ottavi di finale dalla Francia solo ai tempi supplementari.

## Palmarès

### Club
- Campionato spagnolo: 2

Atlético Madrid: 2017-2018, 2018-2019
- Supercoppa spagnola: 1

Atlético Madrid: 2021

#### Competizioni internazionali
- Coppa Libertadores: 1

São José: 2014

### Nazionale
- Argento olimpico: 1

Parigi 2024

### Individuale
- Capocannoniere della Coppa della Regina: 1

2018-2019 (6 reti)